# Bredvisten
Bredvisten är en sjö i Hagfors kommun och Torsby kommun i Värmland och ingår i Göta älvs huvudavrinningsområde. Sjön är 11 meter djup, har en yta på 1,98 kvadratkilometer och är belägen 220,1 meter över havet. Sjön avvattnas av vattendraget Badaälven (Östra Jolen).

## Delavrinningsområde
Bredvisten ingår i det delavrinningsområde (668055-135776) som SMHI kallar för Utloppet av Bredvisten. Medelhöjden är 255 meter över havet och ytan är 13,2 kvadratkilometer. Räknas de 3 avrinningsområdena uppströms in blir den ackumulerade arean 50,1 kvadratkilometer. Badaälven (Östra Jolen) som avvattnar avrinningsområdet har biflödesordning 3, vilket innebär att vattnet flödar genom totalt 3 vattendrag innan det når havet efter 382 kilometer. Avrinningsområdet består mestadels av skog (65 procent). Avrinningsområdet har 1,97 kvadratkilometer vattenytor vilket ger det en sjöprocent på 14,9 procent.